# Рахимджанов, Рауф
Рауф Рахимджанов  — советский хозяйственный, государственный и политический деятель.

## Биография
Родился в 1907 году в Ура-Тюбе. Член КПСС с 1929 года.
С 1918 года — на хозяйственной, общественной и политической работе. В 1918—1965 гг. — рабочий, мастер, заместитель директора Мирзачульского и Ташкентского хлопкозаводов, директор Ура-Тюбинского винзавода, председатель Ура-Тюбинского райисполкома, народный комиссар лёгкой промышленности, текстильной промышленности Таджикской ССР, заместитель Председателя Совнаркома Таджикской ССР, председатель Ленинабадского облисполкома, замминистра водного хозяйства Таджикской ССР, на высших руководящих должностях в лёгкой и пищевой промышленности Таджикской ССР.
Избирался депутатом Верховного Совета Таджикской ССР 1-3-го созывов.
Умер после 1965 года.